# ماساتو تاچیبانا
ماساتو تاچیبانا (ژاپنی: 立花 雅人؛ زادهٔ ۱۱ ژانویهٔ ۱۹۸۰) یک بازیکن فوتبال اهل ژاپن است.
از باشگاه‌هایی که در آن بازی کرده‌است می‌توان به باشگاه فوتبال ویسل کوبه اشاره کرد.